# Морейская хроника
Морейская хроника (греч. Χρονικόν του Μορέως) — анонимная стихотворная хроника первой половины XIV века на среднегреческом языке. Представляет собой подробную историю завоевания и господства франков в Морее. Главная часть «Морейской хроники» охватывает события 1205—1292 годов на Пелопоннесе, пролог касается Первого и Четвёртого крестовых походов. Написана с профранкских позиций. По этой причине предполагают, что автор — эллинизированный франк с Пелопоннеса или сын франка и гречанки (так называемый газмул). Согласно одной из версий, сочинение является переработкой оригинальной французской хроники, не дошедшей до нашего времени. Дошли две греческие версии «Морейской хроники» (парижская и копенгагенская), а также французская, итальянская и арагонская версии (являющиеся переводом или переработкой греческого текста). Греческая версия создана около 1300 года и насчитывает 9235 стихов, состоящих из пятнадцати полных слогов (так называемый политический стих, греч. πολιτικός στίχος).
«Морейская хроника» — важнейший источник по истории господства крестоносцев в Морее (в частности, для изучения имущественных отношений, феодального права, политического строя), выдающийся лингвистический памятник и подлинное свидетельство жизни, нравственности и культурного взаимодействия своеобразного франко-морейского феодального общества, существовавшего на Пелопоннесе в XIII веке.
В 1889 году немецкий филолог-классик, профессор Лейпцигского университета Джон Шмитт (John Schmitt, 1856—1906) опубликовал копенгагенскую рукопись. В 1904 году она была переиздана в Лондоне. Перевод отрывка из этого издания «Морейской хроники» на русский язык выполнил византинист Борис Тимофеевич Горянов (1897—1977). Отрывок опубликован в 1951 году.